# Ian Scott (calciatore)
Ian John Scott (15 marzo 1946) è un ex calciatore scozzese, di ruolo attaccante.

## Carriera
Dopo aver giocato nel Musselburgh Athletic, nel maggio 1966 passa al Dundee Utd, con cui gioca sino al 1971.
Oltre a vincere una Forfarshire Cup, ottenne come miglior piazzamento un quinto posto nella Scottish Division One 1968-1969. 
Con gli Arabs partecipò alla Coppa delle Fiere 1966-1967, ove eliminò nei sedicesimi di finale i campioni in carica del Barcellona, prima squadra scozzese a vincere in una trasferta in Spagna, ma venendo eliminato nel turno successivo dagli italiani della Juventus. Nella Coppa delle Fiere 1969-1970 si ferma ai tredicesimi, mentre nell'edizione seguente invece raggiunse i sedicesimi di finale.
Nell'estate 1967 con gli scozzesi disputò il campionato nordamericano organizzato dalla United Soccer Association: accadde infatti che tale campionato fu disputato da formazioni europee e sudamericane per conto delle franchigie ufficialmente iscritte al campionato, che per ragioni di tempo non avevano potuto allestire le proprie squadre. Il Dundee United rappresentò il Dallas Tornado, che concluse la Western Division al sesto ed ultimo posto.
Nel 1971 si trasferisce ai rivali cittadini del Dundee, con cui gioca sino al 1975 nella massima serie scozzese, vincendo anche la Scottish League Cup 1973-1974, pur non giocandone la finale contro il Celtic. Con il suo club partecipò alla Coppa UEFA 1971-1972, con cui raggiunse gli ottavi di finale del torneo, venendo eliminato dagli italiani del Milan. Con la sua squadra partecipò anche alla Coppa UEFA 1974-1975, venendo eliminato ai trentaduesimi di finale dai belgi del RWD Molenbeek.

## Palmarès
- Coppa di Lega scozzese: 1

Dundee: 1973-1974
- Forfarshire Cup: 1

Dundee Utd: 1968-1969